# الکساندر برنز

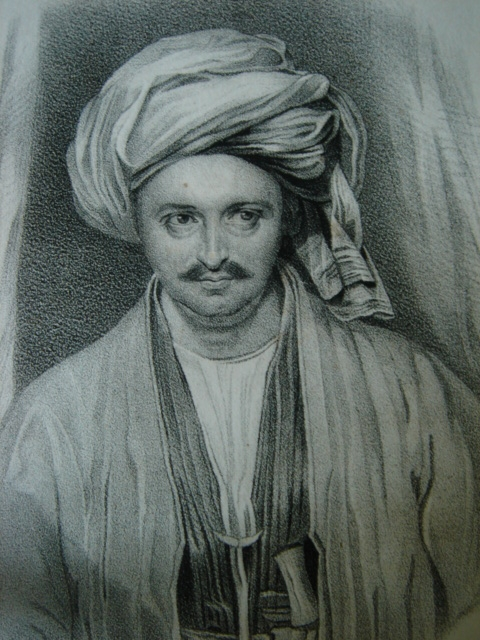
سر الکساندر برنز در لباس اهل بخارا

سروان الکساندر برنز (۱۶ مه ۱۸۰۵ - ۲ نوامبر ۱۸۴۱) (دارای نشان گل خار و جایزهٔ همکاری انجمن سلطنتی) دیپلمات و کاشف بریتانیایی بود که از عوامل اصلی بازی بزرگ در منطقه آسیای مرکزی به شمار می‌رفت. در انگلستان به او لقب برنز بخارایی دادند چون توانسته بود برای نخستین بار با حکام بخارا ارتباط برقرار کند و آن نواحی را شناسایی نماید. کتاب وی با عنوان سفر به بخارا پرفروش‌ترین کتاب سال ۱۸۳۵ میلادی در انگلستان شد.

## سال‌های نخست زندگی

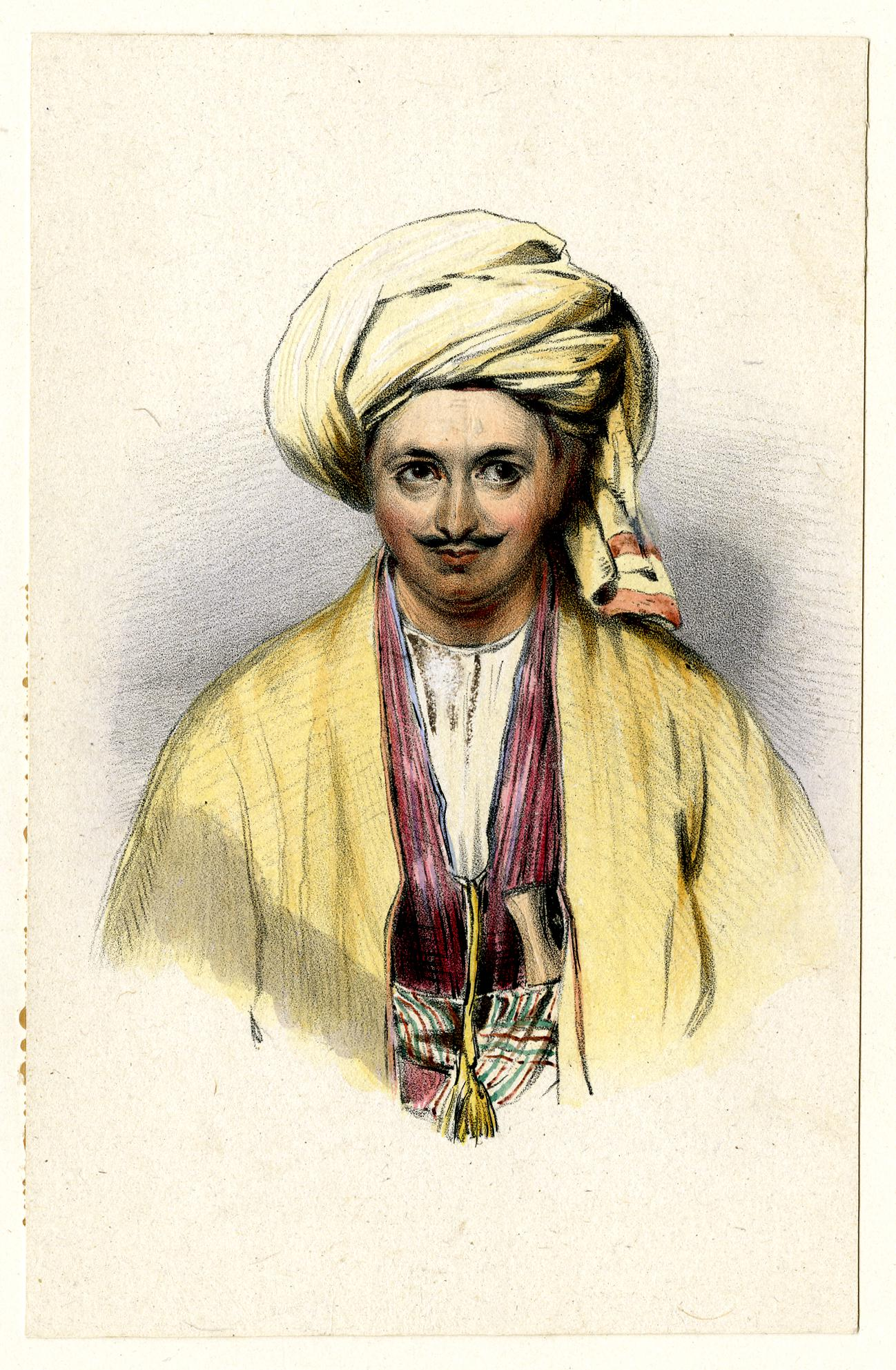
چاپ سنگی با رنگ‌آمیزی دستی پرتره سر الکساندر برنز سی بی

برنز در شهر مونتروز اسکاتلند به دنیا آمد. پدرش شهردار آن شهر و پسرعموی رابرت برنز شاعر اسکاتلندی بود. الکساندر در سن شانزده سالگی به ارتش کمپانی هند شرقی پیوست و در همان جا به فراگیری زبان‌های هندی و فارسی پرداخت. کمی بعد در سال ۱۸۲۲ به عنوان مترجم در شهر سورات به کار گرفته شد. در ۱۸۲۶ پس از انتقال به بخش کوتچ به عنوان دستیار حاکم وقت برگزیده شد. در این هنگام به تاریخ و جغرافیای شمال غربی هند و کشورهای هم‌جوار که تا آن زمان زیاد مورد توجه انگلیسی‌ها قرار نگرفته بودند علاقه نشان داد و سپس به افغانستان رفت.

## اکتشافات
افغانستان در میانه‌های سده نوزدهم میلادی سرزمینی فقیر بود که بین امپراتوری‌های روسیه و بریتانیا گیر افتاده بود. حضور بریتانیایی‌ها در هندوستان باعث شده بود که امپراتوری روسیه نسبت به حرکت ایشان به سمت شمال مشکوک باشد و از سوی دیگر بریتانیایی‌ها هم بر این گمان بودند که روس‌ها قصد هندوستان را دارند. با توجه به این وضعیت، دولت هند بریتانیا نیازمند اطلاعات دست اول بود و از این رو الکساندر برنز را به آن منطقه اعزام کرد. او سفر خود را در لباس مبدل در سال ۱۸۳۱ (میلادی) از طریق مسیر کابل آغاز و به بخارا رسید و شرح کاملی از جزئیات سیاسی افغان‌ها تهیه کرد.
در سال ۱۸۲۹ پیشنهاد وی مبنی بر انجام یک سفر اکتشافی از طریق دره سند به تصویب رسید و در سال ۱۸۳۱ سفرنامه‌های او و هنری پاتینجر مسیر حمله آتی به سند و سپس حرکت به سمت آسیای مرکزی را هموار کرد. در همان سال به لاهور رفت و چند اسب از طرف ویلیام چهارم پادشاه بریتانیا به مهاراجه رانجیت سینگ تقدیم کرد. بریتانیایی‌ها مدعی بودند که این اسب‌ها توانایی سفر زمینی ندارند در نتیجه به ایشان اجازه داده شد آنها را از رود سند بگذرانند و بدین طریق بریتانیایی‌ها توانستند به شکل مخفیانه منطقه را شناسایی کنند. برنز در سال‌های بعد به همراه موهان لال به سفرهای خود در افغانستان از طریق کوه‌های هندوکش به سمت بخارا (ازبکستان کنونی) و سپس ایران ادامه داد.
او روایت خود از سفر به این کشورها را در سال ۱۸۳۴، یعنی هنگامی که به انگلستان بازگشته بود منتشر کرد. این کتاب باعث شد آگاهی نسبت به این کشورها بسیار گسترش یابد. این کتاب یکی از کتاب‌های پرخواننده در آن سال شد و در سال ۲۰۱۲ مجدداً منتشر گردید. برنز توانست از چاپ نخست این کتاب ۸۰۰ پوند سود کند. خدمات او نه تنها توسط انجمن سلطنتی جغرافیا در لندن بلکه در انجمن پاریس نیز مورد تقدیر قرار گرفت. در همان سال وی را به عنوان همکار انجمن سلطنتی برگزیدند. باشگاه آتنیوم بدون رأی‌گیری وی را به عضویت در آورد. برنز به محض آنکه در سال ۱۸۳۵ میلادی به هند بازگشت به دربار ایالت سند فرستاده شد تا حق کشتی‌رانی در سند را به دست آورد و در سال ۱۸۳۶ در رأس هیئتی دیپلماتیک به سوی دربار دوست محمدخان در کابل رفت.

## جنگ نخست افغانستان
برنز به لرد اوکلند حاکم هند بریتانیا پیشنهاد داد از دوست‌محمدخان حاکم کابل پشتیبانی کند اما وی نظر سر ویلیام هی مکناتن را ترجیح داد و شاه شجاع درانی را حاکم افغانستان دانست. همین امر باعث آغاز جنگ اول افغان و انگلیس شد. با بازگشت شاه شجاع به کابل در سال ۱۸۳۹، برنز نماینده رسمی سیاسی دولت متبوع خود در کابل شد. برنز در ۶ اوت ۱۸۳۸ توسط ملکه ویکتوریا به شوالیه ملقب شد و در این هنگام در هنگ ۲۱ بومی هند که در افغانستان مأمور بود خدمت می‌کرد. او تا سال ۱۸۴۱ میلادی در آن جا باقی ماند.

## مرگ
گفته می‌شود سر الکساندر برنز به دلیل زن‌بارگی و خشم روزافزون مردم افغانستان از اشغالگری بریتانیا توسط یک جمع شورشی در سال ۱۸۴۱ مورد حمله قرار گرفته و به همراه برادرش کشته شد.
آرامش وی به هنگام مأموریت حتی زمانی که جانش در معرض خطر قرار داشت و خشونتی که پس از قتل دستیارش به نام سرگرد ویلیام براودفوت نشان داد و توانست شش تن از مهاجمان را بکشد، شهرت زیادی برای او به هم زد.
در سال ۱۸۶۰ مشخص شد که برخی از مراسلات برنز از کابل در سال ۱۸۳۹ تغییر داده می‌شده‌اند تا نظراتی را شامل شوند که از آنِ برنز نبوده‌اند. با این حال لرد پالمرستون پس از گذشت زمان زیاد حاضر نشد تحقیق و تفحصی را که مجلس عوام بریتانیا در این خصوص تقاضا کرده بود تأمین مالی کند. در سال ۱۸۴۲ گزارشی از فعالیت‌های برنز تحت عنوان سفر به بخارا: گزارش سفر از هند به کابل، تارتاری و ایران منتشر گردید.
به افتخار وی نام علمی پرنده‌ای به نام سسکک ته‌حنایی که بومی پاکستان، نپال و شمال هند است را لاتیسلا برنزی گذاشته‌اند.